# Маломоршевка
Маломоршевка, Мало-Моршевка — село в Моршанском районе Тамбовской области России. Входит в Дмитриевский сельсовет.

## География
Село находится в северной части области, в лесостепной зоне, в пределах Окско-Донской низменной равнины, на  берегах реки Моршевка, на расстоянии примерно 28 километров (по прямой) к востоку  от города Моршанска, административного центра района, и в 95 км к северу от центра Тамбова.  

### Климат
Климат умеренно континентальный, относительно сухой, с холодной продолжительной зимой и тёплым летом. Средняя температура воздуха самого холодного месяца (января) — −11,3 °C (абсолютный минимум — −43 °C); самого тёплого месяца (июля) — 19,7 °C (абсолютный максимум — 39 °С). Период с положительной температурой выше 10 °C длится 145 дней. Среднегодовое количество атмосферных осадков составляет около 547 мм. Продолжительность залегания снежного покрова составляет в среднем 138 дней.

## Население
| 2002 | 2010 |
| ---- | ---- |
| 340  | ↗353 |

### Национальный состав
Согласно результатам переписи 2002 года, в национальной структуре населения русские составляли 94 % из 340 жителей.

## Известные уроженцы
Владимир (Богоявленский) — священномученик, митрополит Киевский и Галицкий